# Hôpital Grall
L'hôpital Grall est un grand hôpital militaire de Saïgon de 1925 à 1978.

## Historique
L'hôpital précédant l’hôpital Grall était un hôpital militaire français : l'« Hôpital militaire » des Français, fondé en 1862, quand ils ont envahi la Cochinchine. L’installation s'effectue à la fin des années 1870 au 14 de la rue Lagrandière, à une autre adresse aujourd'hui. À l’initiative du scientifique Albert Calmette qui a créé l’Institut Pasteur, le premier hors de France en 1891.
Tout le matériel a été apporté de France.La structure des bâtiments sur le campus sont toutes des structures en fer préfabriquées par les établissements Eiffel, ramenées et assemblées et posées sur la pierre.

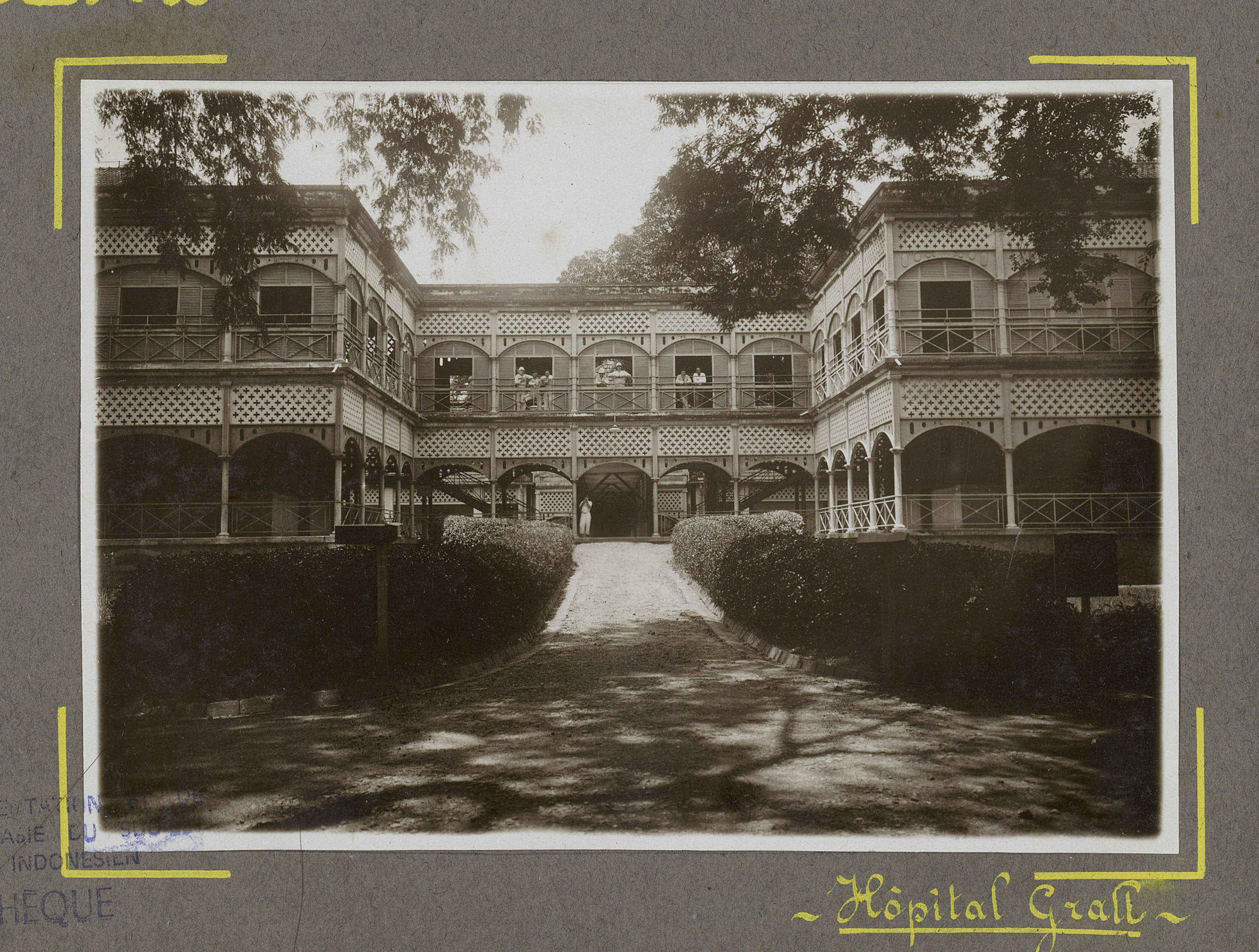
Intérieur de l'hôpital Grall en 1930.

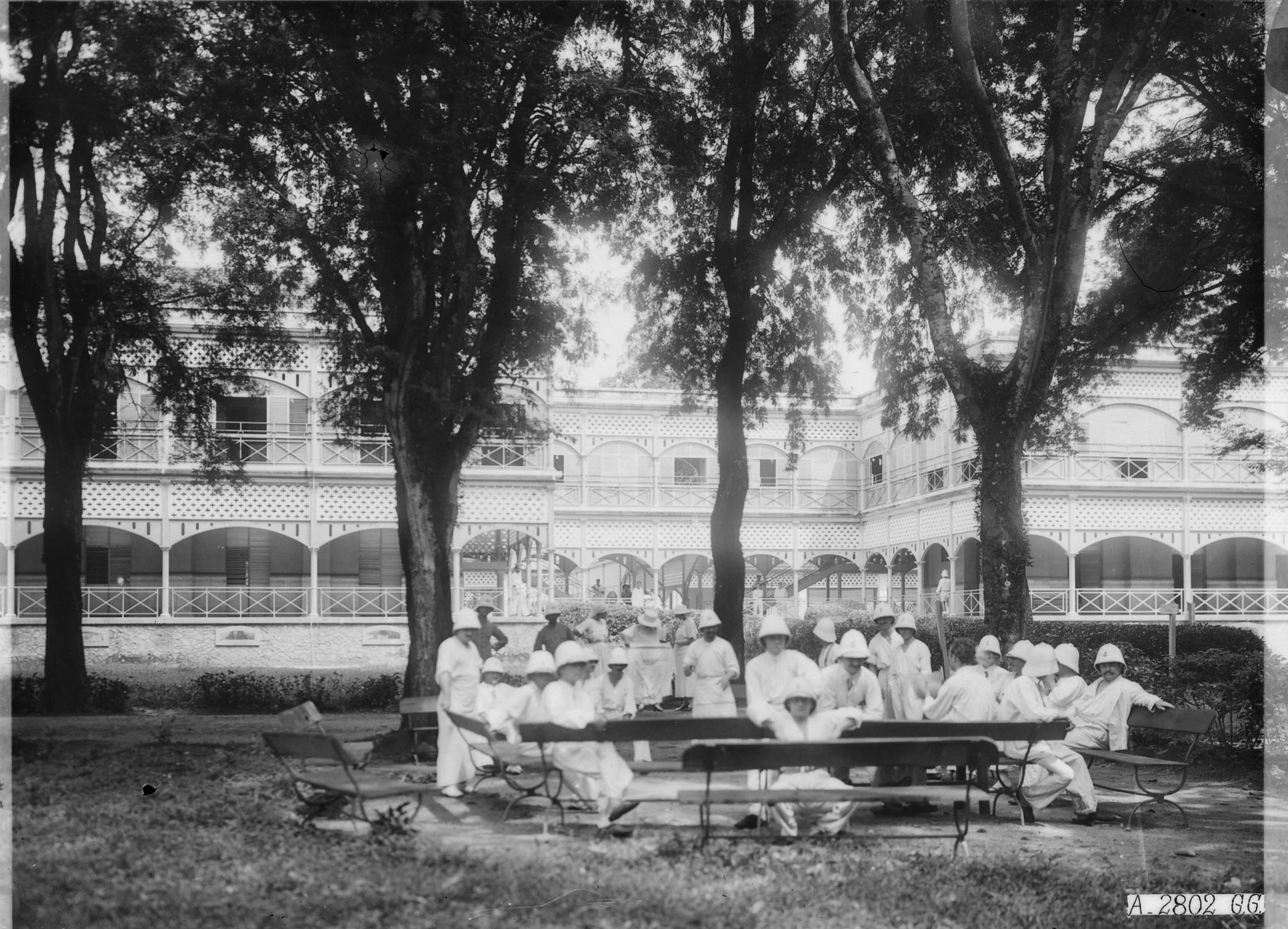
Intérieur de l'hôpital Grall vers 1920-1929.

À partir de 1905, cet établissement médical était sous l’administration de Charles Grall. Le traitement était ouvert à chaque personne : des civils comme des militaires, y compris les peuples autochtones. En 1925, l’hôpital militaire prend le nom officiel d'« Hôpital Grall » en l’honneur du médecin directeur Charles Grall. En avril 1945, lors de la Seconde Guerre mondiale, l’hôpital a été touché par une bombe sur sa face nord, entraînant la destruction du laboratoire.
En 1956, sous le gouvernement de la république du Viêt Nam, le gouvernement français a signé un accord avec le ministère des Affaires étrangères pour poursuivre le fonctionnement de l’hôpital Grall. Hôpital de 560 lits.
Le 3 novembre 1966, l’hôpital est touché par les canons des Vietcongs. Fin avril 1975, dans l’assaut final sur Saïgon, l'hôpital Grall a été submergé par le nombre de blessés de la bataille, jusqu'à 222 personnes dans les trois derniers jours seulement.
En 1976, les Français se retirent et l’hôpital Grall est transféré aux autorités de la République socialiste du Viêt Nam. En 1978, il est renommé « Hôpital pour enfants 2 », pour mettre fin à l’ère des hôpitaux généraux et que cet hôpital spécialisé devienne pédiatrique.

## Appellations
Différents noms et affectations : Hôpital de la Marine, Hôpital colonial, Hôpital des Forces expéditionnaires françaises d'Extrême-Orient puis Hôpital civil.